# Arrondissement de Lüchow-Dannenberg
L'arrondissement de Lüchow-Dannenberg est un arrondissement  ("Landkreis" en allemand) de Basse-Saxe  (Allemagne). Son chef-lieu est Lüchow (Wendland).

## Villes, communes et communautés d'administration
(nombre d'habitants en 2006)
Samtgemeinden   avec leurs communes membres

Siège de la Samtgemeinde *
| - 1. Samtgemeinde Elbtalaue (21 652) 1. Damnatz (345) 2. Dannenberg, ville * (8 489) 3. Göhrde (682) 4. Gusborn (1 297) 5. Hitzacker, ville (5 015) 6. Jameln (1 118) 7. Karwitz (814) 8. Langendorf (722) 9. Neu Darchau (1 519) 10. Zernien (1 651) 11. Göhrde (inhabité) (51,81 km2) - 2. Samtgemeinde Gartow (3 990) 1. Gartow, Flecken * (1 402) 2. Gorleben (664) 3. Höhbeck (734) 4. Prezelle (525) 5. Schnackenburg, ville (665) 6. Gartow (inhabité) (50,94 km2) | - 3. Samtgemeinde Lüchow (Wendland) (25 564) 1. Bergen an der Dumme, Flecken (1 544) 2. Clenze, Flecken (2 374) 3. Küsten (1 443) 4. Lemgow (1 488) 5. Luckau (667) 6. Lübbow (847) 7. Lüchow (Wendland), ville * (9 716) 8. Schnega (1 454) 9. Trebel (955) 10. Waddeweitz (947) 11. Woltersdorf (1 047) 12. Wustrow, ville (3 082) |